# Émile Chartier
Émile Chartier zwany Alain (ur. 3 marca 1868 w Mortagne-au-Perche, zm. 2 czerwca 1951 w Le Vésinet) – francuski filozof, dziennikarz oraz pacyfista.

## Życiorys
Chartier urodził się w 1868 roku w Mortagne-au-Perche. W 1881 rozpoczął pięcioletnią naukę w liceum, d'Alençon. W 1956 roku na cześć wybitnego absolwenta liceum przyjęło jego imię do swojej nazwy.
W 1886 roku zdał maturę i rozpoczął studia na École normale supérieure na wydziale filozofii. Po zakończeniu studiów pracował jako nauczyciel filozofii w Paryżu, Rouen oraz Lorient. Od 1903 roku pracował jako dziennikarz używając pseudonimu Alain.
W 1909 roku został mianowany na funkcję profesora w paryskim Liceum Henryka IV. Jego nauki wywarły dużych wpływ na takich uczniów jak Raymond Aron, Simone Weil, Georges Canguilhem oraz André Maurois.
Émile Chartier zmarł w Le Vésinet w 1951 roku w wieku 83 lat.

## Prace
Był autorem następujących prac:
- Propos (Rozważania)
- Entretiens au bord de la mer (Rozmowy na brzegu morza)
- Systeme des beaux-arts (System sztuk pięknych)